# Pápai Szent Anzelm Egyetem
A Pápai Szent Anzelm Egyetem (olaszul: Pontificio Ateneo Sant'Anselmo) egy katolikus tudományos intézmény Róma székhellyel, az Apostoli Szentszék irányítása alatt, a bencések vezetésével. Nevét Canterburyi Szent Anzelm angol bencés szerzetes, érsek, egyházatya után kapta.

## Tevékenysége
A Szent Anzelm teológiai gyakorlatokra fogad bencés és egyéb rendbéli diákokat a világ minden részéről.
Az intézményt egyházjogilag az Apostoli Szentszék a szent liturgia tanszékeként, a liturgiatudomány terjesztésére alapította kutatás és oktatás révén. Jogosult a pápa nevében az SL.L. és doktori (SL.D.) fokozat kibocsátására.
Az egyetem könyvtára a különböző bencés kongregációk adományain és Dusmet Gaetano Bernardino bíboros személyes gyűjteményén alapul, és azóta alapvető forrását képezi a teológiai kutatásoknak.

## Története

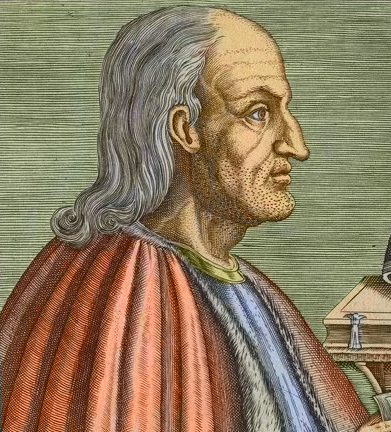
Canterburyi Szent Anzelm

Előzményként a Szent Anzelm-kolostort XI. Ince pápa alapította 1687-ben a  Monte Cassinó-i bencés kongregációnak. Miután a közösséget a pestis majdnem teljesen kiirtotta, 1837-ben Rómába költöztek, s az intézmény újjáéledt. De a risorgimento után, 1870-ben az olasz állam rátette a kezét. Újra kellett hát alapítani.
A nemzetközi bencés egyetemet Róma Aventino dombján fekvő Szent Anzelm-templom mellett 1887-ben XIII. Leó pápa alapította a filozófia, teológia és liturgia, filozófia és misztika, szerzetesi tudományok, nyelvek, szentségi teológia és teológiatörténeti kurzusok folytatására.
1952-ben az intézményt további feladatokkal bízta meg a Második vatikáni zsinat.
1961-ben létrehozták benne a liturgiaintézetet.
Korábbi rektora Mark Sheridan E.B.C., 2009-ben lemondott atya volt, őt (2015. március 10. óta az akadémia főrektoraként) Juan Javier Flores Arcas, O.S.B., spanyolországi bencés atya, a Nemzetközi Eucharisztikus Kongresszusok Pápai Bizottsága tagja követi.
Kancellárja Notker D. Farkas, O.S.B. apát volt 2000. szeptember 7. – 2016. szeptember 10. között, azóta pedig Gregory Polan, O.S.B. apát.

## Híres magyar diákjai, tanárai
- Serédi Jusztinián esztergomi érsek
- Jáki Szaniszló

## Fordítás
- Ez a szócikk részben vagy egészben  a   Pontificio ateneo Sant'Anselmo című olasz Wikipédia-szócikk ezen változatának fordításán alapul.  Az eredeti cikk szerkesztőit annak laptörténete sorolja fel. Ez a jelzés csupán a megfogalmazás eredetét és a szerzői jogokat jelzi, nem szolgál a cikkben szereplő információk forrásmegjelöléseként.
- Ez a szócikk részben vagy egészben  a   Pontifical Atheneum of St. Anselm című angol Wikipédia-szócikk ezen változatának fordításán alapul.  Az eredeti cikk szerkesztőit annak laptörténete sorolja fel. Ez a jelzés csupán a megfogalmazás eredetét és a szerzői jogokat jelzi, nem szolgál a cikkben szereplő információk forrásmegjelöléseként.